# Briareidae
Briareidae Gray, 1859 è una famiglia di octocoralli dell'ordine Alcyonacea.

## Descrizione
Briareidae sono caratterizzate da una medulla (parte interna dello sclerasse) che contiene scleriti non saldate fra di loro, ma a differenza di altre famiglie, la medulla non è separata dal cortex (parte esterna dello sclerasse) da canali longitudinali di delimitazione.
La specie di questa famiglia formano colonie perlopiù di tipo incrostante e a forma di cespuglio. Si sviluppano a profondità medio-basse e pertanto sono caratterizzate dalla presenza di Zooxantelle.
I Briareidae sono diffusi principalmente nei mari tropicali sia dei caraibi che dell'indo-pacifico.

## Tassonomia
La famiglia è composta dai seguenti generi:
- Briareum Blainville, 1834
- Lignopsis Perez & Zamponi, 2000
- Pseudosuberia Kükenthal, 1919